# NGC 2396
NGC 2396 je otvoreni skup u zviježđu Krmi. 

## Vanjske poveznice
- SEDS: NGC 2396